# 翼にかえて
「翼にかえて」（つばさにかえて）は森川美穂の17枚目のシングル。1992年10月22日に東芝EMI/EASTWORLDから発売された。

## 内容
- 本人出演のブルボン「ピックルEX」CMソング。
- シングル発売記念、全国8ゕ所で「FREE　STYLE〜翼にかえて〜」コンサートツアーが行われた。
- TBS音楽番組「パンティ・パーティ」に本作で出演の際、歌披露終了直後司会の山瀬まみが本人に対し「歌うめぇ〜な!」と褒めた。

## 収録曲
1. 翼にかえて [5:07]
作詞：山田ひろし　作曲：小路隆　編曲：Dr.55
2. 街 [4:18]
作詞：田辺智沙　作曲：羽田一郎　編曲：佐藤準

## 収録アルバム
- VOICES (#1)